# Edwin Bailey Elliott
Edwin Bailey Elliott FRS (Oxford, 1 de junho de 1851 – Oxford, 21 de julho de 1937) foi um matemático inglês, que trabalhou com teoria dos invariantes.
Em 1892 foi apontado Professor da Cátedra Waynflete de Matemática Pura da Universidade de Oxford. Foi eleito membro da Royal Society em 1891.
Escreveu o livro An introduction to the algebra of quantics, sobre a teoria dos invariantes (Elliott 1913).

## Publicações
- Elliott, Edwin Bailey (1913) [1895], An introduction to the algebra of quantics. 2nd ed. , Oxford. Clarendon Press, JFM 26.0135.01